# Autocesta A1
Die Autocesta A1 (kroatisch für „Autobahn A1“), auch Dalmatinska autocesta oder schlicht Dalmatina genannt, ist die längste und wichtigste Autobahn in Kroatien und verbindet die Hauptstadt Zagreb mit Karlovac, Gospić sowie den Hafenstädten Zadar, Šibenik, Split und seit 2013 auch Ploče. Die A1 ist bis zum Kreuz Metković ausgebaut und geht derzeit nahtlos als A10 in die A1 von Bosnien und Herzegowina Richtung Mostar über. Der Weiterbau der kroatischen A1 vom Kreuz Metković nach Dubrovnik soll 2025/2026 fortgesetzt werden.^
Die Autobahn ist Teil der Europastraßen E65 und E71. Von der rund 570 km langen Strecke ist derzeit der rund 481,6 km lange Abschnitt zwischen Zagreb und Metković in Betrieb. Der Abschnitt von Ravča bis Vrgorac wurde am 30. Juni 2011 eröffnet. Ein weiterer 15 km langer Abschnitt von Vrgorac über Ploče bis nach Metković wurde am 20. Dezember 2013 eröffnet. Im Mai 2009 begann der Bau des Abschnitts Doli–Dubrovnik kurz vor lokalen Kommunalwahlen nur formal und wurde wieder abgebrochen. Die Baukosten der Autobahn betrugen bisher drei Milliarden Euro.
Am Abschnitt Zagreb–Vrgorac wurden insgesamt 351 Straßenbauwerke, u. a. Brücken, Tunnel, Überführungen, Unterführungen etc., errichtet, die rund 20 % der Länge dieses Autobahnabschnittes darstellen.
Die Maut wird an der Mautstelle Lučko bei Zagreb und an den jeweiligen Ausfahrten erhoben. Der Autobahnabschnitt von Zagreb bis zum Autobahndreieck Bosiljevo II wird vom Autobahnbetreiber Autocesta Rijeka-Zagreb d.d. (ARZ) verwaltet, der Rest von der Betreibergesellschaft Hrvatske autoceste d.o.o.

## Verbindungen
| Die A1 hat (geplante) Verbindungen zu folgenden anderen Autobahnen und Schnellstraßen: |  |                                                                 |
| Stadtgebiet von Zagreb                                                                 |  | (1) Kreuz Lučko                                                 |
| Posavska autocesta                                                                     |  | (1) Kreuz Lučko                                                 |
| Primorsko-goranska autocesta                                                           |  | (7) Dreieck Bosiljevo II                                        |
| Kvarnerska autocesta                                                                   |  | (10) Dreieck Žuta Lokva (in Planung)                            |
| Neretvanska autocesta                                                                  |  | (37) Dreieck Metković                                           |
| Jadranska Magistrala                                                                   |  | (43) Dreieck Doli (voraussichtlich ab 2029)                     |
| Weiterführung in Bosnien und Herzegowina                                               |  | Grenzübergang Nova Mokošica – Ivanica (voraussichtlich ab 2029) |

## Geschichte

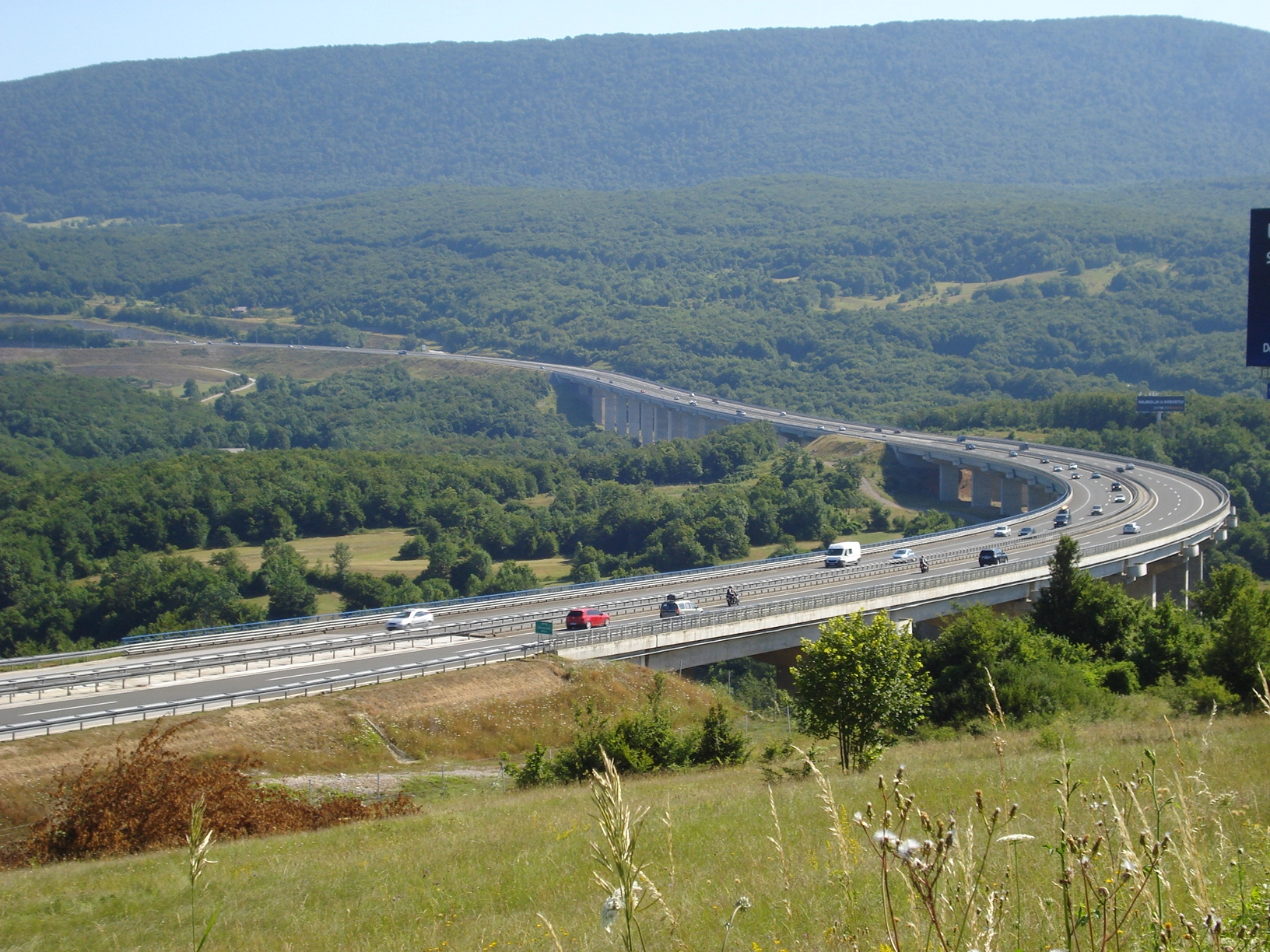
Der Viadukt neben der Ortschaft Jezerane

Das erste Teilstück der heutigen A1 von Zagreb bis Karlovac wurde 1972 fertiggestellt, doch wurde der Bau in den folgenden Jahren nicht fortgesetzt. Nach der Unabhängigkeit Kroatiens wurde zunächst mit dem Bau der Verbindung Rijeka-Karlovac begonnen. Die im Krieg zerstörte Maslenica-Brücke wurde an anderer Stelle weiter nördlich neu gebaut und später in die A1 integriert. Es folgte der Bau einer Tunnelröhre bei Sveti Rok durch das Velebit-Gebirge.
Erst 1999 wurde der Weiterbau der Autobahn von Zagreb Richtung Split beschlossen. Ursprünglich sollte die Trasse über Bihać (Bosnien-Herzegowina) und Knin nach Split führen. Die Bauarbeiten von Karlovac bis Split begannen 2001/2002. In 2003 wurden die ersten Teilstücke für den Verkehr freigegeben. Ab 2005 war die Strecke Zagreb-Split durchgängig befahrbar, nachdem der Lückenschluss bei Šibenik mit der Brücke über die Krka fertiggestellt wurde.

## Weiterer Ausbau

### Nach Dubrovnik
Die Autobahn A1 von wird vom Kreuz Metković bis zum Kreuz Dubrovnik, welches bei Osojnik entstehen soll, verlängert. Der Baubeginn ist für 2025/2026 anvisiert. Eine Verfügung des Verkehrsministeriums von 2022 sieht eine Streckenführung über das Festland durch den Neum-Korridor in Bosnien und Herzegowina vor. Der Bau durch Bosnien-Herzegowina wird derzeit zwischen den Staaten abgestimmt und wird erst als letzter Bauabschnitt realisiert. Vorher werden die Teilstücke von Metković bis zum Kreuz Pelješac sowie von Doli bis Osojnik in zwei getrennten Abschnitten gebaut. Die beiden Teilstücke werden durch neue Verbindungsstraßen sowie die bereits bestehende Schnellstraße über die Halbinsel Pelješac und die Pelješac-Brücke verbunden. So wird der Neum-Korridor umfahren. Dies hat den Vorteil, dass dadurch die Grenz- und Zollkontrollen an den Staatsgrenzen zu Bosnien und Herzegowina umfahren werden. Seit dem Beitritt Kroatiens zur Europäischen Union am 1. Juli 2013 bilden diese Grenzen eine EU-Außengrenze und werden daher strenger kontrolliert. Seit dem 1. Januar 2023 ist Kroatien außerdem Mitglied des Schengen-Raum, was die Situation noch komplizierter macht.
Die am 26. Juli 2022 eröffnete Pelješac-Brücke und die bereits errichteten Zubringerstraßen sind nur mit einem Fahrstreifen je Richtung ausgestattet. Ein vierstreifiger Ausbau ist hier nicht vorgesehen. Bis zum endgültigen Lückenschluss der A1 über das Territorium von Bosnien und Herzegowina wird die Route nach Dubrovnik als Autobahn unterbrochen bleiben bzw. über die Staatsstraße D8 über die Halbinsel Pelješac führen, um dann wieder als Autobahn bis nach Osojnik bei Dubrovnik fortgeführt zu werden.
Zusammenfassung: Bis zur Fertigstellung der Autobahn A1 über das Territorium von Bosnien und Herzegowina wird die Route nach Dubrovnik übergangsweise über die Halbinsel Pelješac führen.

### Von Dubrovnik bis zur Staatsgrenze zwischen Kroatien und Montenegro
Die weitere Trassenführung der Adriatisch-Ionischen Autobahn (kroat. Jadransko-jonska autocesta) nach Montenegro ist bislang nicht bekannt. Eine Planung sieht vor, dass die Autobahn 30 km durch Bosnien und Herzegowina (Trebinje) führen und dann Montenegro erreichen soll. Nach einer anderen Version soll die Autobahn durch Kroatien bis zum Debeli Brijeg an der Grenze zu Montenegro verlaufen.

## Verkehrsfreigaben
| Baujahre    | Abschnitt                                                                                                 | Länge | Verkehrsübergabe                                                                                          | Gesamtlänge |
| ----------- | --- | --- | --- | ----------- |
| 1970        | Beginn der Bauarbeiten                                                                                    | Beginn der Bauarbeiten                                                                                    | Beginn der Bauarbeiten                                                                                    | 000,000 km  |
| 1970 – 1972 | Zagreb – Karlovac                                                                                         | 039,280 km                                                                                                | | 039,280 km  |
| 1972        | Bauarbeiten werden aus politischen Gründen von der damaligen jugoslawischen Zentralregierung eingestellt. | Bauarbeiten werden aus politischen Gründen von der damaligen jugoslawischen Zentralregierung eingestellt. | Bauarbeiten werden aus politischen Gründen von der damaligen jugoslawischen Zentralregierung eingestellt. |             |
| 1999 – 2001 | Karlovac – Vukova Gorica                                                                                  | 018,160 km                                                                                                | | 057,440 km  |
|             | Insgesamt für die Jahre 1972–2001                                                                         | Insgesamt für die Jahre 1972–2001                                                                         | Insgesamt für die Jahre 1972–2001                                                                         | 057,440 km  |
| 2001 – 2003 | Vukova Gorica – Bosiljevo 2                                                                               | 007,810 km                                                                                                | 26.06.2003                                                                                                | 065,250 km  |
| 2001–2003   | Bosiljevo 2 – Mala-Kapela-Tunnel                                                                          | 039,289 km                                                                                                | 30.06.2003                                                                                                | 104,539 km  |
| 20011– 2003 | Gornja Ploča – Zadar istok                                                                                | 054,422 km                                                                                                | 30.06.2003                                                                                                | 158,961 km  |
|             | Insgesamt für die Jahre 2001–2003                                                                         | Insgesamt für die Jahre 2001–2003                                                                         | Insgesamt für die Jahre 2001–2003                                                                         | 101,521 km  |
| 2002 – 2004 | Tunnel Mala Kapela – Gornja Ploča                                                                         | 100,873 km                                                                                                | 15.–24.07.2004                                                                                            | 259,834 km  |
| 2002–2004   | Zadar istok – Pirovac                                                                                     | 037,010 km                                                                                                | 30.06.2004                                                                                                | 296,844 km  |
| 2002–2004   | Vrpolje – Dugopolje                                                                                       | 044,743 km                                                                                                | 30.06.2004                                                                                                | 341,587 km  |
| 2001 – 2005 | Tunnel Mala Kapela                                                                                        | 005,250 km                                                                                                | 26.06.2005                                                                                                | 346,837 km  |
| 2002–2005   | Pirovac – Vrpolje                                                                                         | 033,511 km                                                                                                | 26.06.2005                                                                                                | 380,348 km  |
|             | Insgesamt für die Jahre 2004–2005                                                                         | Insgesamt für die Jahre 2004–2005                                                                         | Insgesamt für die Jahre 2004–2005                                                                         | 221,387 km  |
| 2005 – 2007 | Dugopolje – Šestanovac                                                                                    | 036,872 km                                                                                                | 27.06.2007                                                                                                | 417,220 km  |
|             | Insgesamt für die Jahre 2005–2007                                                                         | Insgesamt für die Jahre 2005–2007                                                                         | Insgesamt für die Jahre 2005–2007                                                                         | 036,872 km  |
| 2006 – 2008 | Šestanovac – Ravča                                                                                        | 040,270 km                                                                                                | 22.12.2008                                                                                                | 457,490 km  |
|             | Insgesamt für die Jahre 2006–2008                                                                         | Insgesamt für die Jahre 2006–2008                                                                         | Insgesamt für die Jahre 2006–2008                                                                         | 040,270 km  |
| 2008 – 2011 | Ravča – Vrgorac                                                                                           | 010,330 km                                                                                                | 30.06.2011                                                                                                | 468,500 km  |
|             | Insgesamt für die Jahre 2008 – 2011                                                                       | Insgesamt für die Jahre 2008 – 2011                                                                       | Insgesamt für die Jahre 2008 – 2011                                                                       | 010,330 km  |
| 2011 – 2013 | Vrgorac – Ploče – Metković                                                                                | 012,200 km                                                                                                | 20.12.2013                                                                                                | 480,700 km  |

1 – Tunnel Sveti Rok und Maslenica-Autobahnbrücke ab dem Jahr 1993
Die Strecke Tunnel Mala Kapela – Gornja Ploča ist mit 101 km das längste Teilstück, das in Kroatien jemals an einem Tag für den Verkehr freigegeben wurde.

## Mautsystem

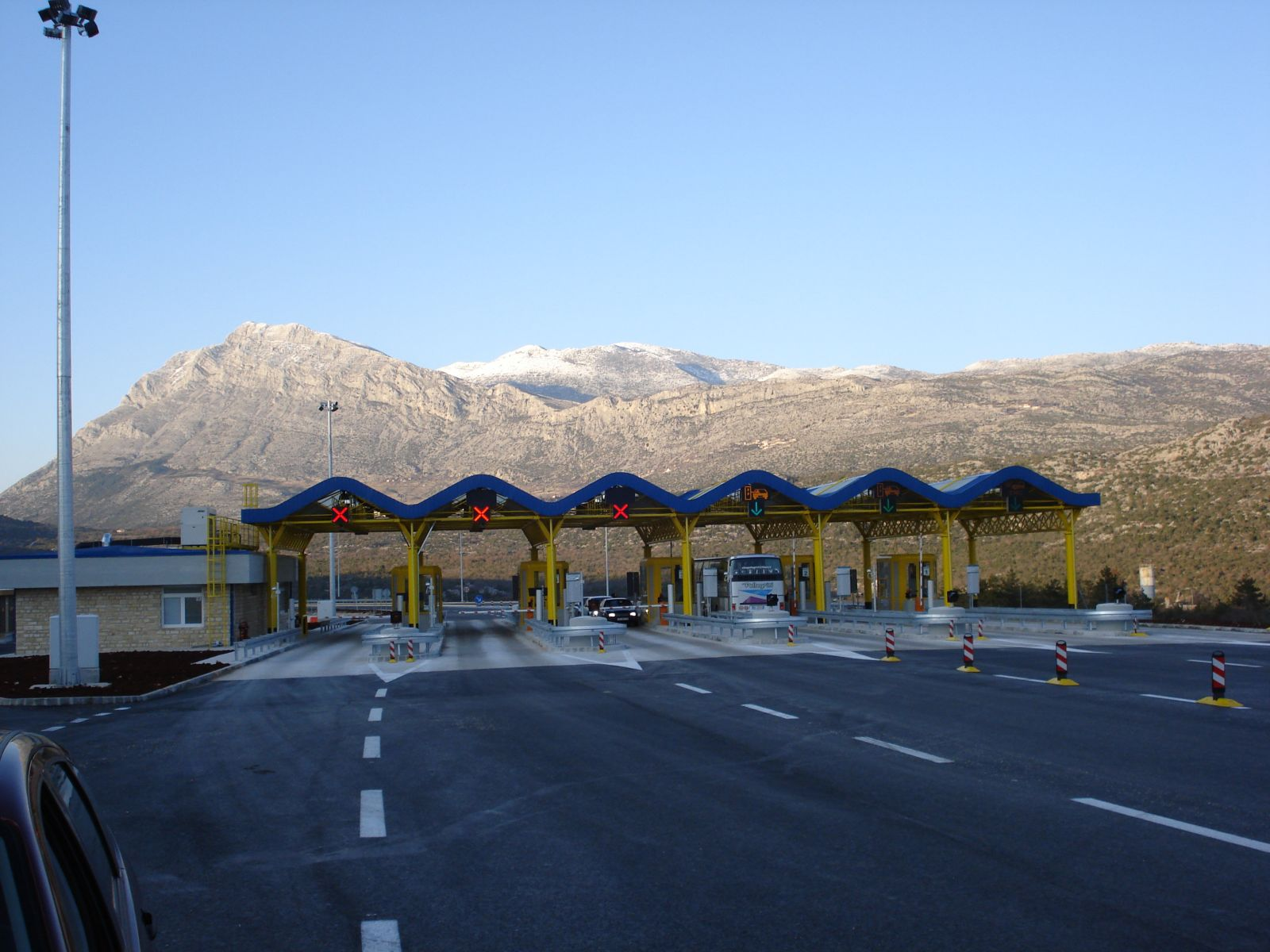
Mautstelle bei Ravča

Das Mautsystem der kroatischen Autobahnen ist, ein sternförmig-geschlossenes System mit dem Zentrum Zagreb. Mautabrechnungen erfolgen jeweils stets bei Zagreb oder der jeweiligen Auffahrts- oder Abfahrts-Mautstelle. Die größte Mautabrechnungsstelle Kroatiens ist die Mautstelle Lučko an der A1 vor Zagreb.
Stand Mai 2019 gibt es an wenig frequentierten Abfahrten (z. B. der Ausfahrt Vučevica) zwischen 22:00 Uhr und 6:00 Uhr ausschließlich die Möglichkeit, die Autobahn per ENC-Zahlweise (ENC, kroat. elektronička naplata cestarine, dt. elektronische Mautabrechnung) verlassen zu können, da die Mautstationen in dieser Zeit unbesetzt sind. Dies wird mehrmals vor der Abfahrt auf Schildern angekündigt.
Im Juni 2009 wurde eine zusätzliche Mautstelle zur Mautstelle Lučko fertiggestellt, die sich etwa zwei Kilometer vor dieser befindet. An der Mautstelle Demerje werden lediglich bargeldlose Zahlungsmittel akzeptiert. Zusätzlich zur Bezahlung mit Kreditkarte besteht auch die Möglichkeit des Erwerbs einer aufladbaren Prepaidcard, die sich bei häufigen Autobahnfahrten lohnt. An allen kroatischen Mautstellen befinden sich zudem sogenannte ENC-Durchfahrten, die für Fahrzeuge mit eingebautem elektronischem Mautabrechnungssystem (automatisches Funksystem) vorgesehen sind (ENC, kroat. elektronička naplata cestarine, dt. elektronische Mautabrechnung).
Ab 2026 Jahren soll das Mautsystem umgestellt werden und dann ausschließlich elektronisch mittels Kennzeichenerfassung erfolgen. Die Mautstellen sollen dann wegfallen.

## Probleme beim Autobahnbau

### Ingenieurbauwerke

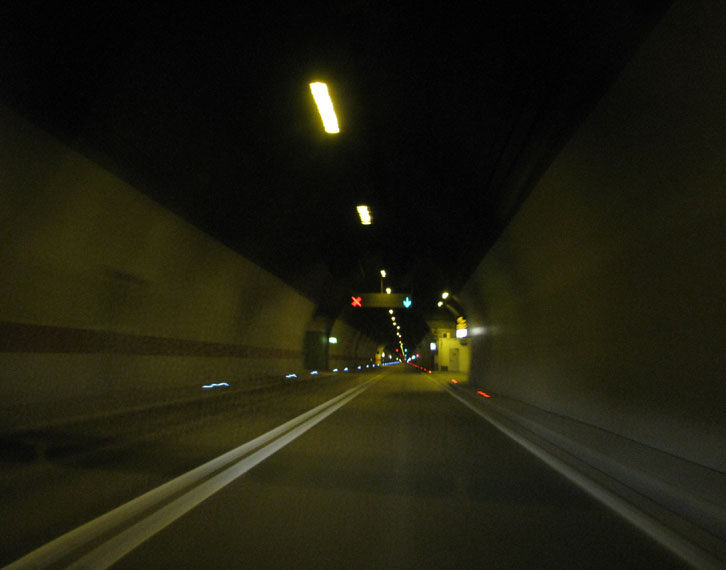
Der Mala-Kapela-Tunnel

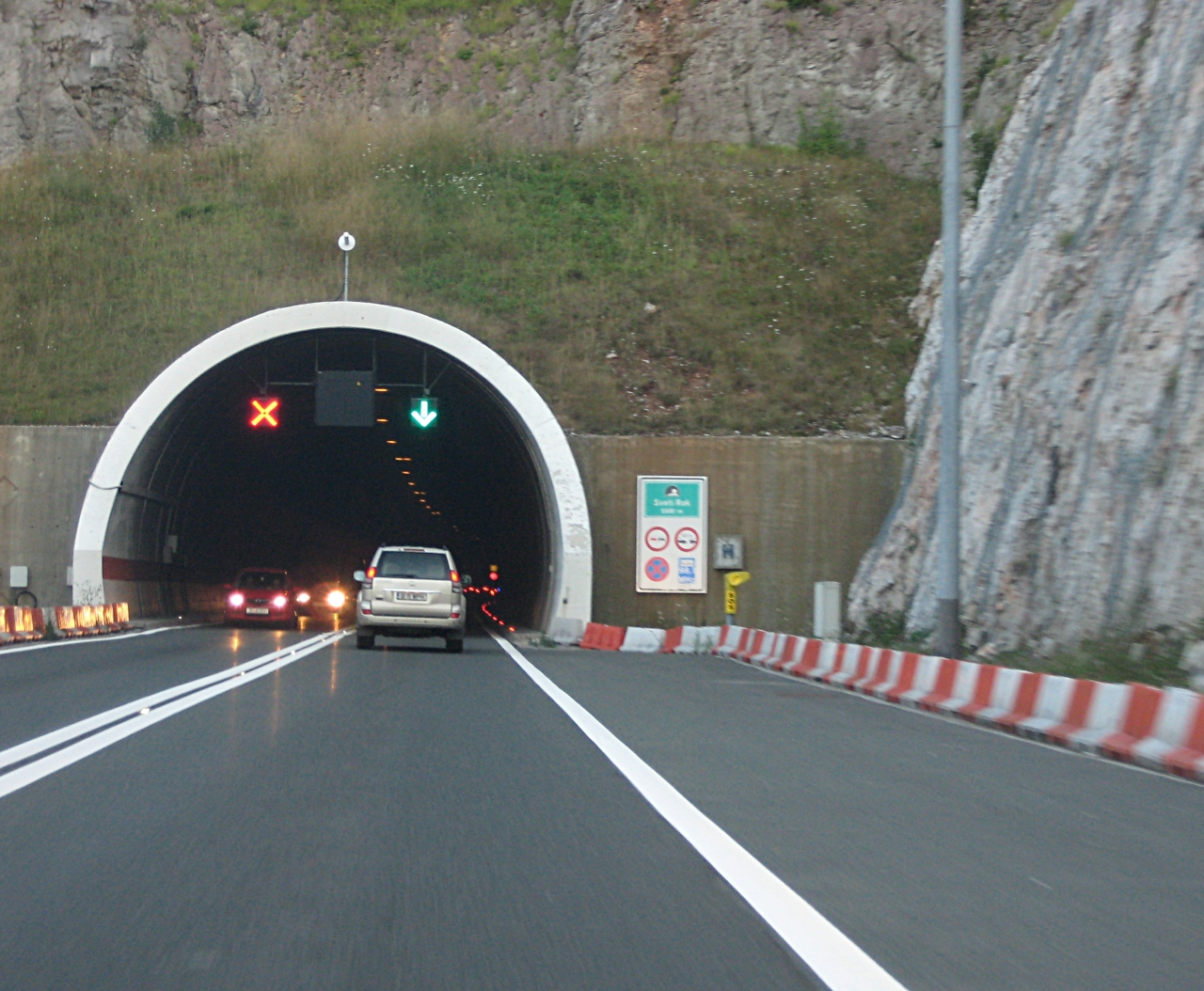
Der Tunnel Sveti Rok (2007)

Auffällig sind die vielen Ingenieurbauwerke, die durch die schwierige Topografie bedingt sind. Sie machen etwa 10,8 % der Strecke aus. Auf dem 460 km langen Weg von Zagreb nach Ploče fährt man insgesamt durch 23,9 km Tunnel und überquert auf 25,6 km Brücken. Besondere Bauwerke sind (Tunnel nur mit mehr als 1.000 m Länge angegeben)
- Drežnik-Viadukt über die Kupa (mit 2.485 m die längste Brücke in Kroatien)
- Mala-Kapela-Tunnel 5.801 m/5.761 m (längster Tunnel Kroatiens[18])
- Tunnel Brinje 1.561 m/1.540 m
- Tunnel Plasina 2.300 m/2.300 m
- Tunnel Grič 1.244 m/1.244 m
- Sveti-Rok-Tunnel 5.727 m/5.679 m (zweitlängster Tunnel Kroatiens)
- Tunnel Konjsko 1.198 m/1.198 m

Bei allen Tunneln mit Ausnahme der beiden längsten wurden beide Röhren zur gleichen Zeit fertiggestellt und freigegeben. Am 30. Mai 2009 wurden die zweiten Röhren der Tunnel Mala Kapela und Sveti Rok für den Verkehr freigegeben.

### Sonstige bautechnische Probleme
Der kalkhaltige Boden (Karst) macht beim Bau einige Probleme.
Die kroatische Tageszeitung Slobodna Dalmacija schrieb in einer Reportage vom 24. September 2006 über den fortschreitenden Autobahnbau:
Das schwierigste Teilstück der A1 betrifft den Bau von Šestanovac bis Vrgorac. Die Bauarbeiter müssen sich in diesem Bereich gegen sehr steiniges Gebiet durchsetzen. Häufige Probleme bereitet außerdem die große Präsenz der Europäischen Hornotter, die zu den giftigsten Schlangen auf dem europäischen Kontinent gehört.

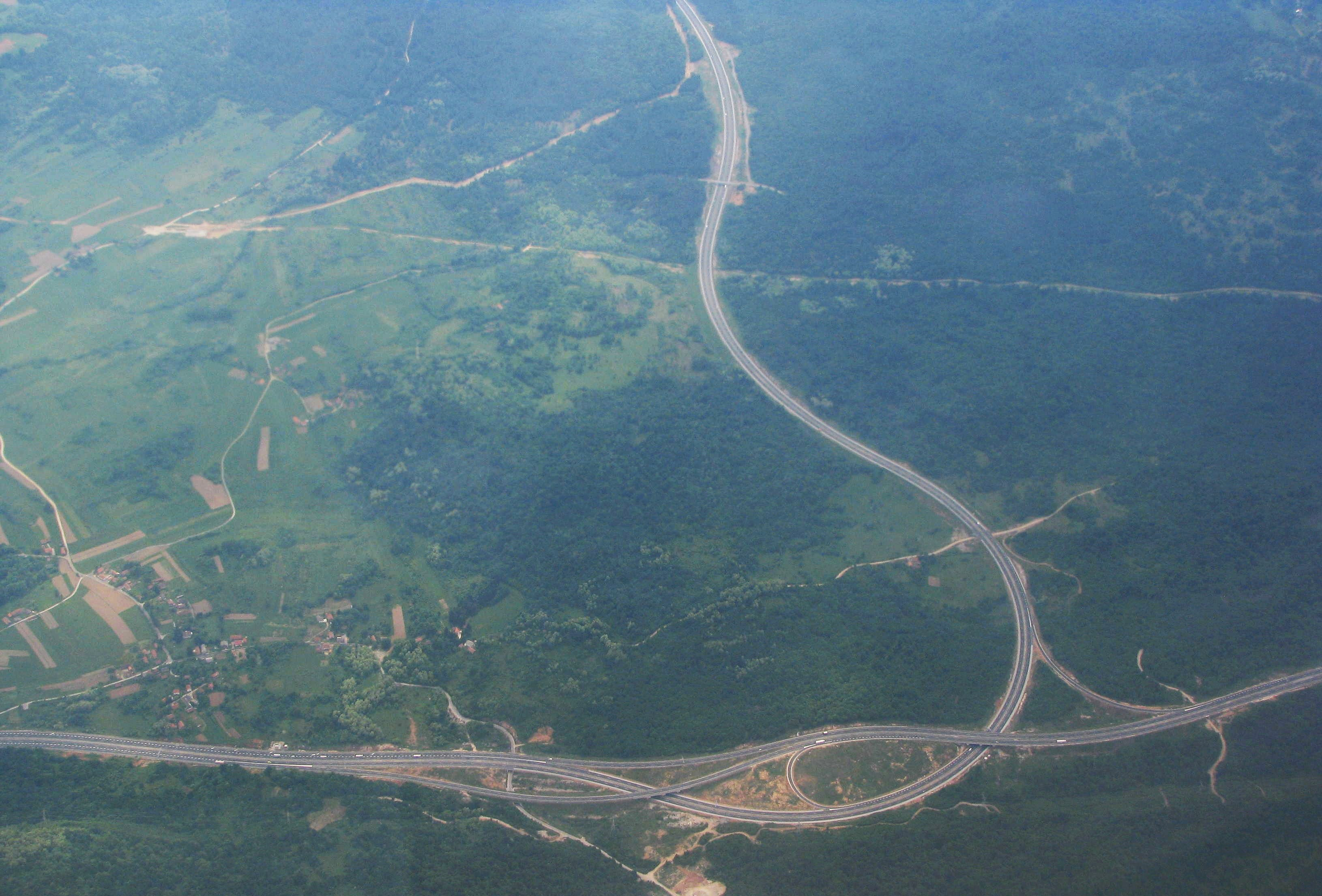
A1 bei Bosiljevo
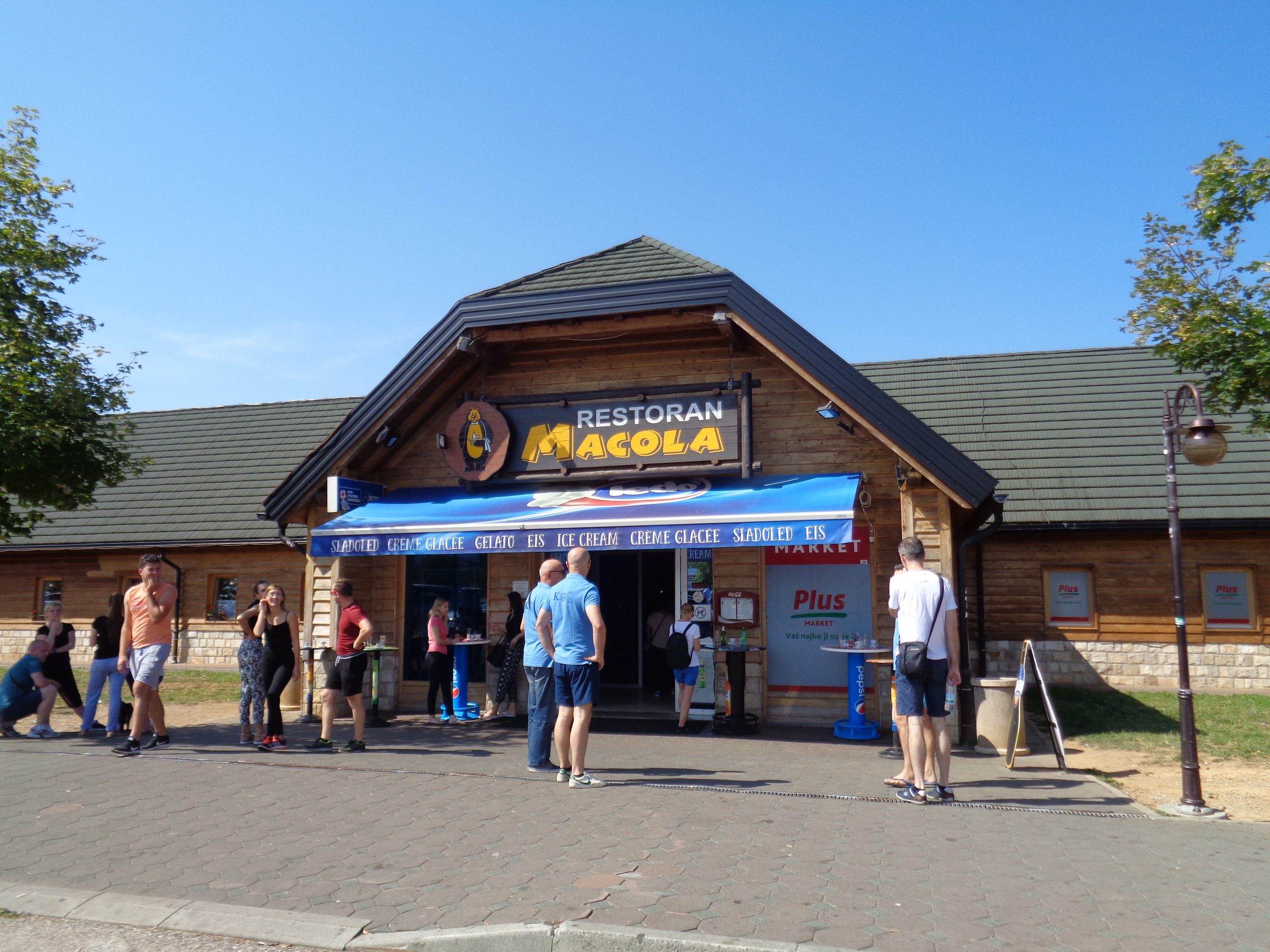
Restaurant „Macola“ an der Autobahnraststätte „Zir“ in Lika
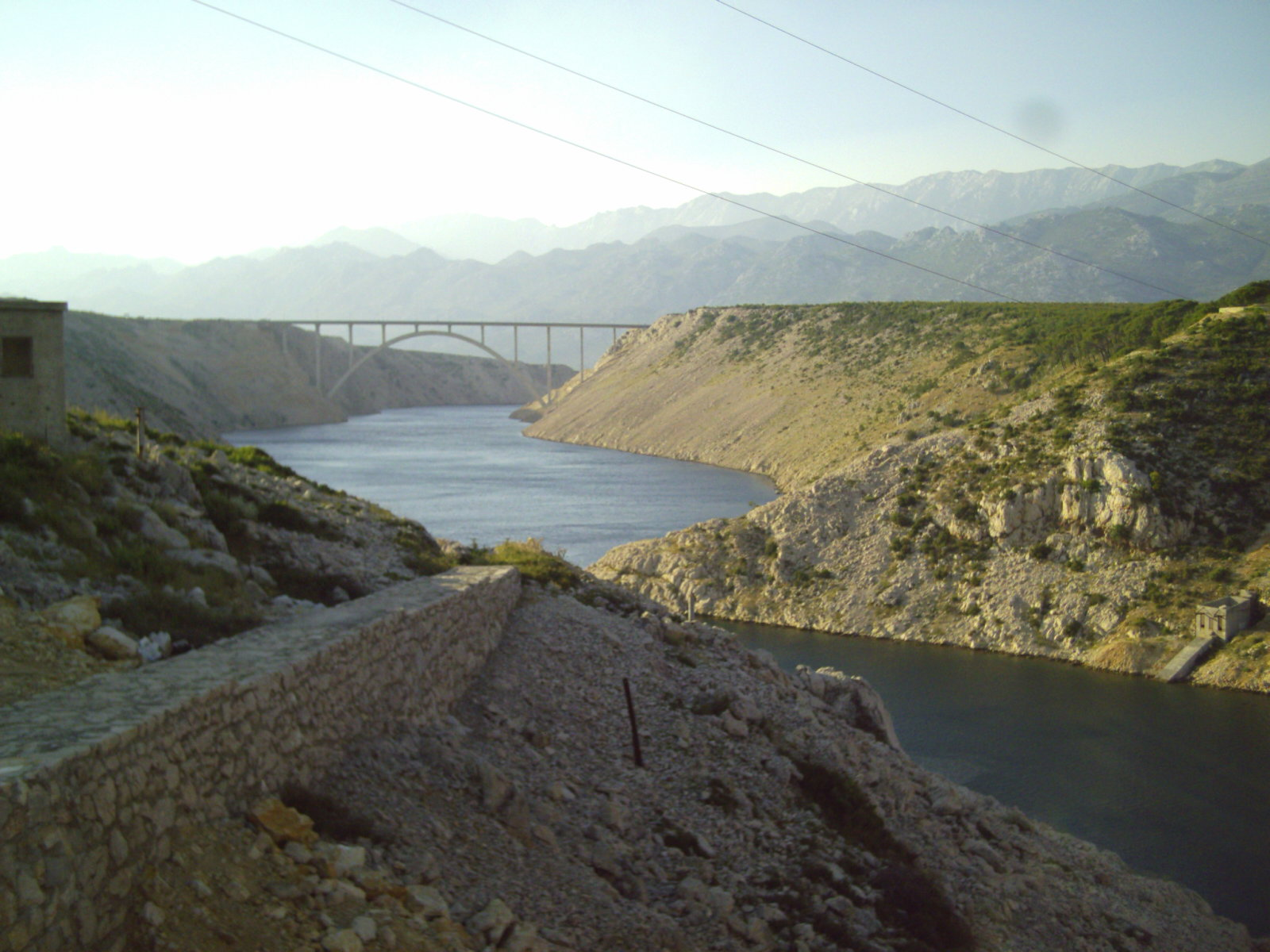
Im Hintergrund die Maslenica-Autobahnbrücke
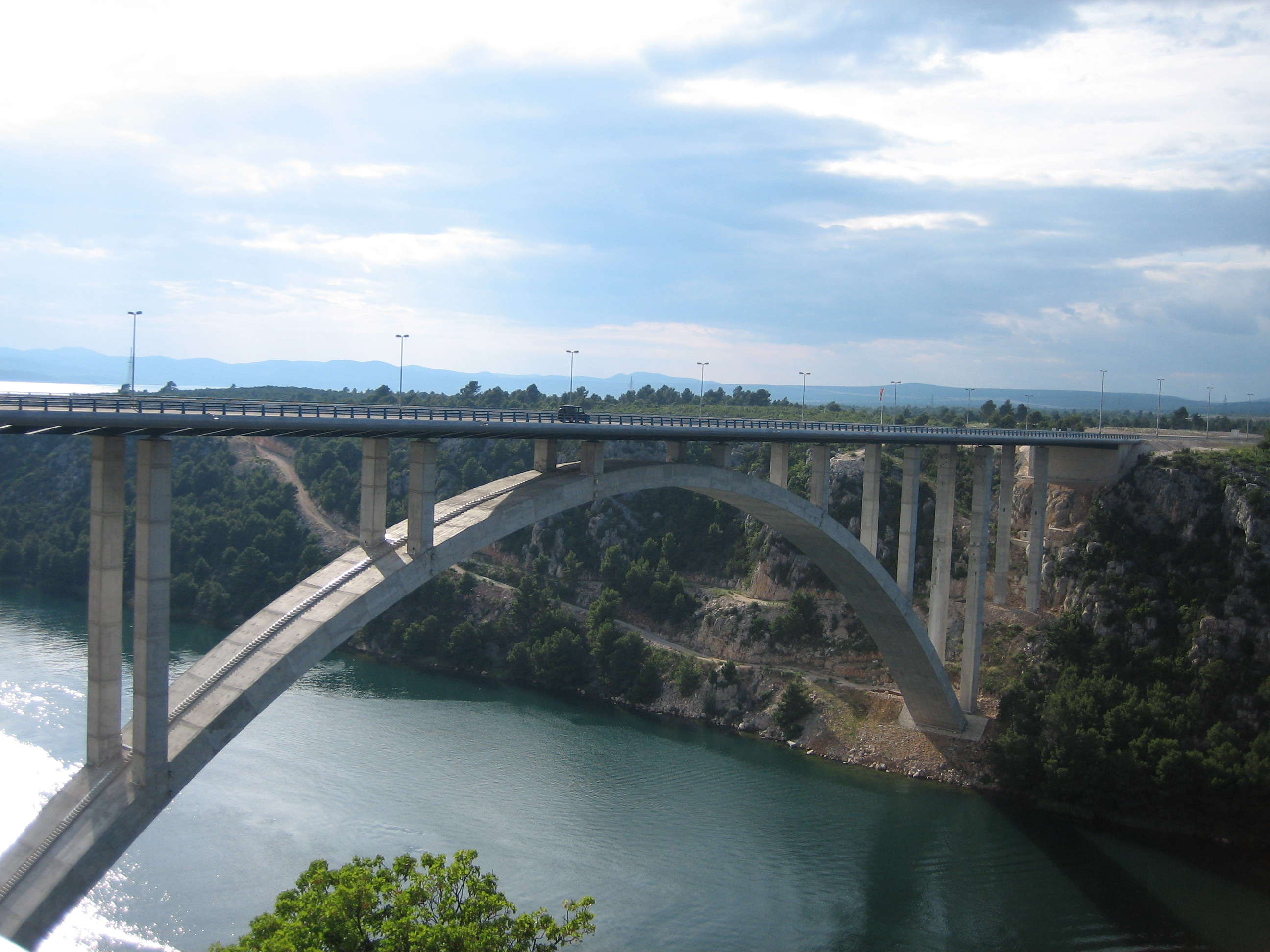
Krka-Brücke
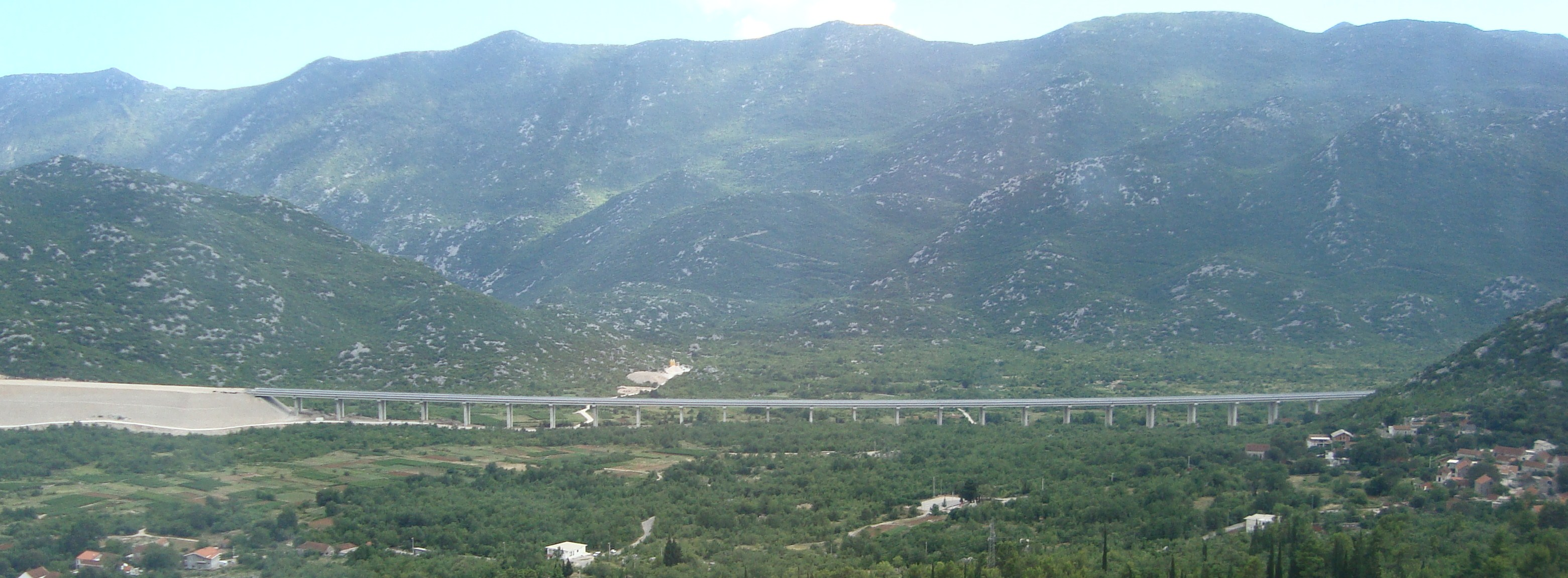
Baumaschinen an der Brücke Kokorići (2010)
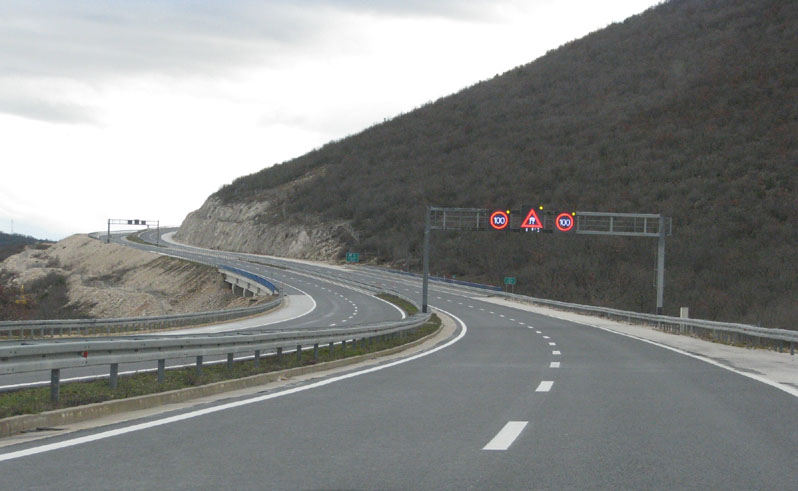
Die Autobahn bei Trogir (2009)
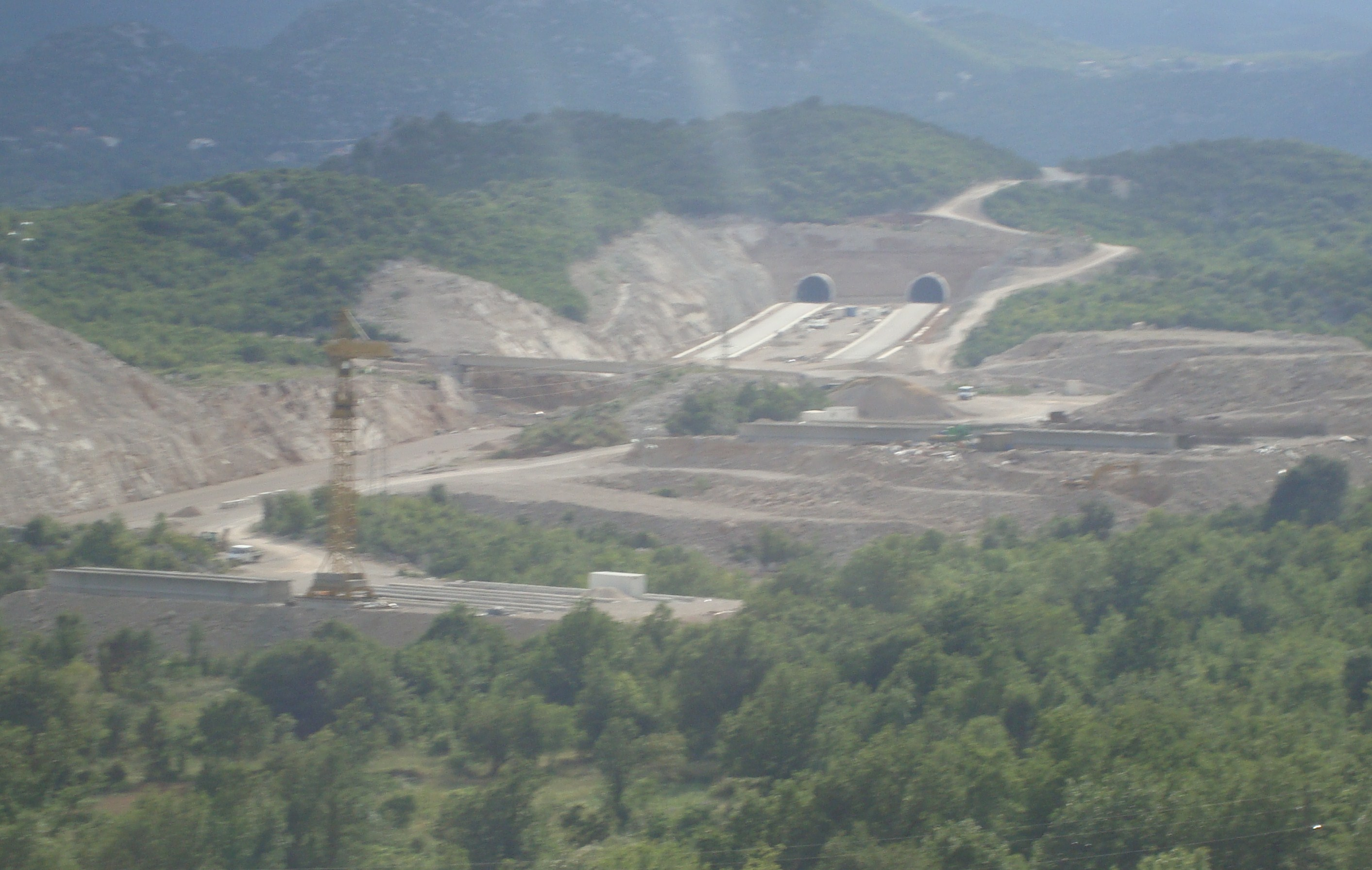
Bauarbeiten bei Vrgorac
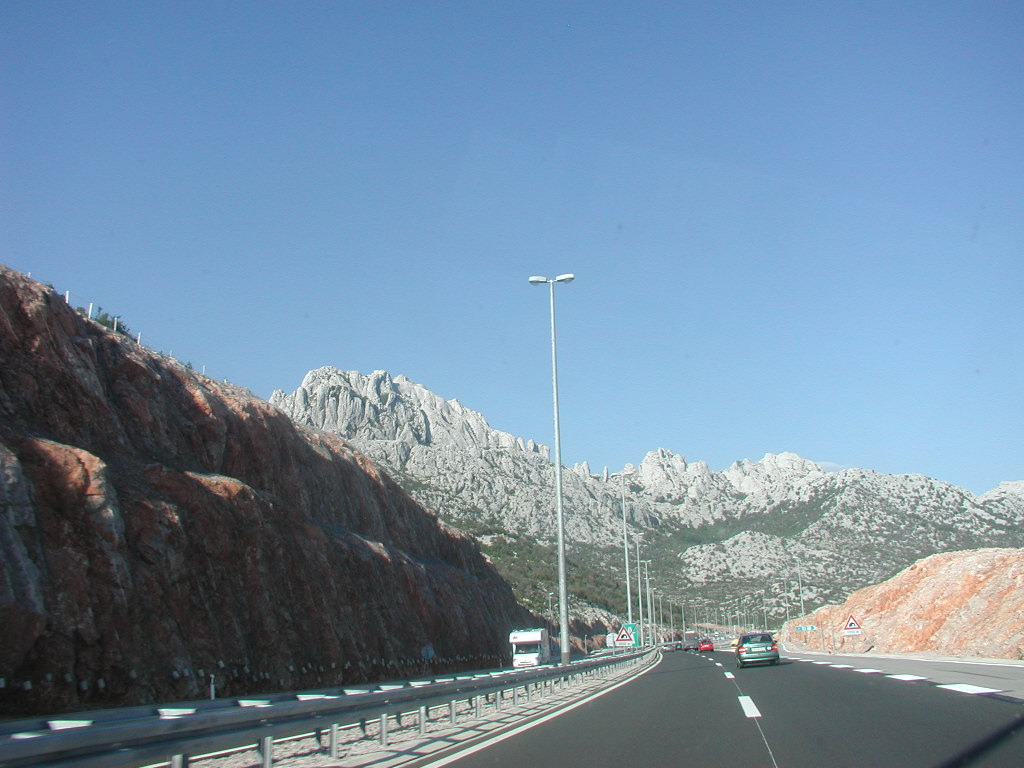
Die A1 in der Nähe von Tunnel Sveti Rok (2004)

## Streckenverlauf

### Von Zagreb nach Bosiljevo
Die Autobahn beginnt im weiten Savetal bei Zagreb am Autobahnkreuz Lučko, wo sie von der Autocesta A3 abgeht. Vorbei an der Mautstelle Lučko und der Raststätte Stupnik in Fahrtrichtung Dalmatien sowie der zusätzlichen Mautstelle Demerje in Fahrtrichtung Zagreb führt sie durch einen Wald, das Stupnički Lug, bis sie die Stadt Zagreb verlässt. Wenig später erreicht sie dann die Ausfahrt Donja Zdenčina, worauf die Autobahn dann in die Jastrebarski Lugovi einmündet. Innerhalb dieses Waldes befindet sich die Raststätte Desinec sowie die Ausfahrt Jastrebarsko, wonach der dort zu Ende gehende Wald benannt ist. Nicht viel später verlässt die Autobahn die Gespanschaft Zagreb und erreicht dadurch die Gespanschaft Karlovac. Noch vor der Raststätte Draganić geht es dann wieder zurück in die Jastrebarski Lugovi, wo unter anderem auch der Fluss Kupa überquert wird. Bei der Ausfahrt Karlovac geht es auf eine ganz besondere Brücke: Drežnik ist mit einer Länge von fast 2.500 Metern die längste Brücke Kroatiens. Ab hier wird auch die Landschaft immer komplizierter, daher findet man auf der weiteren Fahrt schon den ersten Tunnel vor. Nach der ersten Überquerung des Flusses Dobra erreicht man auch die Ausfahrt Novigrad, angelehnt an das Städtchen Novigrad na Dobri. Entlang weiterer Waldgebiete gelangt man zur Raststätte Vukova Gorica, worauf etwas später die Ausfahrt Bosiljevo I folgt. Bosiljevo II ist ein Autobahndreieck, wo die Autocesta A6 beginnt, auf der auch die Europastraße 65 weiter verläuft.

### Von Bosiljevo nach Otočac
Ab Bosiljevo wächst der Anteil an  Ingenieurbauwerken deutlich an. Auf dem Abschnitt bis zur nächsten Ausfahrt Ogulin wird die Dobra erneut überquert und es steht noch eine nach dem Fluss benannte Raststätte zur Verfügung. Nach der Ausfahrt zu Ogulin kommen noch viele weitere Brücken vor und man erreicht die Raststätte Modruš. Darauf folgt der Tunnel Mala Kapela, der längste Tunnel Kroatiens mit einer Länge von fast 5.800 Metern. Innerhalb des Tunnels betritt man auch die Gespanschaft Lika-Senj. In Fahrtrichtung Dalmatien steht kurz nach dem Ende des Tunnels noch eine kleinere Raststätte namens Jezerane zur Verfügung. Die Ausfahrt Brinje und die gleichnamige Raststätte sind nicht viel später erreicht. Auch ein 1.540 Meter langer Tunnel ist nach der Ortschaft Brinje benannt. Kurz darauf erreicht man die Ausfahrt Žuta Lokva, die später zum Autobahnkreuz mit der Autocesta A7 ausgebaut werden soll. Die nächste Raststätte Brloška Dubrava befindet sich noch auf niedrigem Festland, bis es dann wieder weiter nach oben in die Berge geht. Die Ausfahrt Otočac folgt noch vor den vielen weiteren Ingenieurbauwerke, die einen Großteil des weiteren Abschnittes ausmachen.

### Von Otočac nach Zadar
Auf den nächsten Kilometern sind viele größere Ingenieurbauwerke vorzufinden, wie zum Beispiel die 446 Meter lange Brücke über den Fluss Gacka oder der 2.300 Meter lange Tunnel Plasina, worauf die Raststätte Ličko Lešće folgt. Nach einem weiteren langen Tunnel, nämlich Grič mit einer Länge von etwa 1.200 Metern, gelangt man zur Raststätte Janjče. Ab da befindet man sich wieder auf Talhöhe. Nach der Ausfahrt Perušić gelangt man bereits zur dritten Raststätte im Umkreis von nur 23 Kilometern. Die Raststätte Lički Osik ist eine der wenigen auf der Autobahn, die über Gastronomie aber keine Tankstelle verfügt. Darauf folgt die Ausfahrt Gospić. Die Täler entlang geht es dann weiter zu den Raststätten Jadova und Zir. Die beiden Ausfahrten Gornja Ploča und Sveti Rok sind die letzten vor dem Gebirge Velebit. Am Anfang dieses Gebirges erreicht man den zweitlängsten Tunnel Kroatiens. Der Tunnel Sveti Rok hat eine Länge von über 5.700 Metern und befindet sich auch in der Grenze zwischen den Gespanschaften Lika-Senj und Zadar. Am nördlichen Ende des Tunnels ist die Basis Sveti Rok der Betreibergesellschaft Hrvatske Autoceste vorzufinden. Am südlichen Ende ist die Raststätte Marune mit Aussichtsplattform lokalisiert. Die Anlage wurde 2008 eröffnet und sollte neben den Raststättenbetrieb auch Hotelzimmer zur Verfügung stellen. 2010 meldete der Betreiber Insolvenz an und aufgrund eines komplexen Rechtsstreits verfällt die Raststätte seither. Es gibt jedoch Bestrebungen zu einer Wiederinbetriebnahme. Entlang von Velebit gibt es noch viele weitere Tunnel und Brücken und die Autobahn verläuft in diesem Bereich in einer Art S-Kurve. Auf diese folgt die Raststätte Jasenice sowie die Ausfahrt Maslenica. Damit liegt die vorherige Ausfahrt insgesamt 33 Kilometer zurück, was dem längsten Abstand zwischen zwei Autobahnausfahrten in Kroatien entspricht. Bei Maslenica gelangt auch die Europastraße 65 wieder auf die Autobahn zurück. Über die Maslenica-Autobahnbrücke wird die Meerenge von Maslenica überquert und die Autobahn nähert sich wieder Talhöhen an. Die Ausfahrt Posedarje ist nur vier Kilometer von der nachfolgenden Ausfahrt Zadar centar entfernt. Ab hier ist die Landschaft wieder ziemlich flach und es sind nicht viele Ingenieurbauwerke erforderlich. Das Autobahndreieck Zadar istok stellt eine Verbindung mit der Državna cesta D424 her.

### Von Zadar nach Dugopolje
Ab jetzt verläuft die Strecke über einen längeren Zeitraum nahezu geradlinig. Die Raststätte Nadin ist die erste auf der Autobahn, die erst vier Ausfahrten nach der vorherigen folgt. Nach der Überquerung der Schlucht Kličevica folgt die Ausfahrt Benkovac. Die Ausfahrt Pirovac befindet sich bereits in der Gespanschaft Šibenik-Knin, noch davor ist die Raststätte Pristeg vorzufinden. Eine weitere Raststätte, in dem Fall Prokljan, befindet sich in der Nähe der Schlucht Guduča. Die nächste Ausfahrt ist Skradin und sie ist eine wichtige Verbindung zum Nationalpark Krka. Der gleichnamige Fluss wird wenig später auch überquert und die daneben befindliche Raststätte wurde ebenfalls mit dem Namen Krka getauft. Diese Raststätte ist die einzige in Kroatien, die auch Einkaufsmärkte enthält. Auch hier ist auf beiden Seiten eine Aussichtsplattform vorhanden. Ab der Ausfahrt Šibenik wird die Landschaft wieder etwas komplizierter, daher besteht die weitere Strecke wieder aus mehr Ingenieurbauwerken. Die nächste Raststätte und die nächste Ausfahrt tragen beide den Namen Vrpolje und sind jeweils die letzten der Gespanschaft Šibenik-Knin. Als Nächstes geht es also mit Split-Dalmatien weiter. Kurz nach dem Eintritt in diese Gespanschaft gelangt man bereits zur Raststätte Sitno. Der Tunnel Dubrave ist hierbei der erste Tunnel seit über 100 Kilometern. Im Bereich der Ausfahrt Prgomet enthält die Landschaft wieder viele Gebirge. Innerhalb dieser findet man auch die Raststätte Radošić vor. Nördlich des Berggipfels Mali Kozjak, wonach die nachfolgende Raststätte Kozjak zum Teil benannt ist, erreicht man bereits die Ausfahrt Vučevica. Die letzte Ausfahrt vor den modernsten Abschnitten der Autobahn ist Dugopolje. Über diese gelangt man zu Split, der zweitgrößten Stadt Kroatiens, und die Europastraße 71 geht von hier ab.

### Von Dugopolje nach Metković
Ab der Ausfahrt Dugopolje ist die Autobahn zu einem besonders großen Teil auf Ingenieurbauwerke angewiesen. Inmitten eines Gebirgsabschnittes ist die Ausfahrt Bisko und später auch die Raststätte Mosor lokalisiert. Kurz nach der Ausfahrt Blato na Cetini wird der Fluss Cetina selbst überquert. Die Ausfahrt Šestanovac ist dann nur wenige weitere Kilometer entfernt. Die nachfolgende Raststätte Zagvozd ist derzeit noch nicht gebaut, sie ist aber schon für den Vollausbau vorbereitet. Die gleichnamige Ausfahrt ist nicht viel weiter, wesentlich weiter ist hierbei aber die Raststätte Rašćane Gornje. Die benachbarte Raststätte Biokovo ist ebenfalls nur für den Vollausbau vorbereitet. Wenig später erreicht man die Ausfahrt Ravča. Kurz nach der benachbarten Ausfahrt Vrgorac folgt noch eine Raststätte, benannt nach der Ortschaft Dusina. Danach ist man in der Gespanschaft Dubrovnik-Neretva angelangt. Das Dreieck Ploče kommt nach dem aktuell letzten längeren Tunnel Šubir mit einer Länge von rund 900 Metern. Die letzte Raststätte ist Pojezerje und nur wenig später folgt der Übergang in die Autocesta A10. Das Dreieck Metković zwischen den beiden Autobahnen ist derzeit nur für den Vollausbau vorbereitet.

### Von Metković bis Nova Mokošica(in Planung)
Ab Metković ist die weitere Strecke aktuell in der großen Planungsphase. Eine Ausfahrt soll bei Opuzen entstehen, wo die Europastraße 73 geschnitten wird. Nördlich der Ausfahrt wird der Fluss Neretva überquert, südlich Mala Neretva. Die nächste Ausfahrt entsteht voraussichtlich bei Slivno vor der Pelješac-Brücke. Diese ist die zweitlängste Brücke Kroatiens. Einige der neuen Tunnel auf der Halbinsel Pelješac umfassen Längen von mehr als einem Kilometer, der längste wird eine Länge von rund 2.400 Metern besitzen. Südlich der Ortschaft Sparagovići soll eine Raststätte entstehen und einige Kilometer weiter östlich eine Ausfahrt bei Prapratno, wo ein direkter Anschluss an einen Hafen zum Nationalpark Mljet besteht. Die nächste Ausfahrt soll sich bei Doli befinden. Die Ausfahrt Slano ist die letzte vor Dubrovnik. Zwei Raststätten soll es dann noch geben. Die erste befindet sich bei Mravinjac und die letzte folgt in beiden Fahrtrichtungen jeweils auf die Mautstelle bei Dubrovnik. Die letzte Ausfahrt ist Osojnik und wenig später gelangt man bereits zur Staatsgrenze Nova Mokošica. Die Autobahn mündet dort in eine bosnische Bundesstraße ein.